# خليج قره بوغاز كول
قره بوغاز كول هو مسطح مائي يقع في الركن الشمال غربي من تركمنستان على ضفاف حدود بحر قزوين. يبلغ مساحته 18.000 كيلو متر مربع. يقع على غربها مُباشرةً بحر قزوين والتي توجد فتحات تتدفق إليه المياه قادمةً من بحر قزوين. يُعتبر من أكثر بحار العالم ملوحةً إذ بلغت نسبة الملوحة فيه حوالي 35% بينما بلغت نسبة الملوحة في بحر قزوين حوالي 1.2%.